# Louis Tinier
Louis Tinier est un céramiste français né le 9 mai 1855 à Mézières-en-Brenne et mort le 2 avril 1948 à Saint-Denis.

## Biographie
Louis Tinier est rattaché au style néo-palisséen. Il expose en 1896 au premier concours d'art et d'industrie de Tours, aux côtés de Charles-Joseph et Alexandre Landais ainsi que d'Octave Deniau, le médecin céramiste amateur. Il reçoit un deuxième prix à ce concours.
Ses céramiques sont généralement brunes et vertes.